# Ditting (Kaffeemühle)

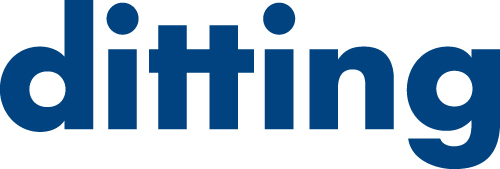
Das aktuelle Logo der Kaffeemühlenmarke Ditting.

Ditting ist eine Marke der schweizerischen Hemro International AG und gehört zu den Marktführern im Bereich der Kaffeemühlen für professionelle Anwender, speziell der Einbaumühlen für den Einsatz in vollautomatischen Kaffeemaschinen. Die Mühlen werden von Ingenieuren der unternehmenseigenen R&D-Abteilungen entwickelt und im Werk in Bachenbülach gefertigt. Der Vertrieb erfolgt über eigene Niederlassungen in den USA und Asien sowie über ein globales Netzwerk aus Händlern und Servicepartnern. Ditting beliefert weltweit Kaffeeröster, Hersteller vollautomatischer Kaffeemaschinen, Unternehmen aus dem Bereich Gastronomie, Einzel- und Großhandelsunternehmen sowie Einzelkunden. Ditting war offizieller Kaffeemühlen-Sponsor des World Brewers Cup während der Saison 2018 bis 2020.

## Geschichte
1928 wurde die „Ad. Ditting Carrosserie“ gegründet. Nach Beginn der Entwicklung elektrischer Kaffeemühlen 1954 wurde die Firma 1972 in eine Aktiengesellschaft umgewandelt und 1992 in die „Ditting Maschinen AG“ umfirmiert. 2007 kam es zu einer Unternehmensfusion mit dem deutschen Mühlenhersteller Mahlkönig unter dem Dach der HEMRO AG, die Integration mit der italienischen Espressomühlenmarke „Anfim“ in die AG folgte 2012. Nachdem 2016 eine strategische Zusammenarbeit mit der Kaffeemühlenmarke „HeyCafé“ begonnen hatte, wurde 2018 auch diese in die HEMRO-Unternehmensgruppe integriert. 2018 erfolgte dann die Umfirmierung der Ditting Maschinen AG zur „Hemro International AG“ und die Übernahme aller strategischen und gruppenübergreifenden Funktionen der Hemro-Unternehmensgruppe. Im Jahr 2020 wurde eine neue Modellfamilie, die 807 Ladenmühlen, vorgestellt.